# I. Balduin latin császár
I. (Flandriai) Balduin (1172 júliusa  – 1205. június 11.) keresztes lovag, a Konstantinápolyi Latin Császárság első uralkodója, de eredeti forrásokban a címe ugyanaz volt, mint a bizánci császároké, akinek az örököse volt: latinul: imperator romanorum, franciául: empereur des romains (római császár). 1194-től Flandria, 1195-től Hainaut grófja.

## Franciaországban
Balduin (IX. Balduin néven flandriai, és VI. Balduin néven hainaut-i gróf) a negyedik keresztes hadjárat egyik legjelentősebb lovagja volt. Apja V. Balduin hainaut-i gróf, anyja Alice de Namur. Felesége, Flandriai Margit I. Thierry flamand gróf lánya és I. Fülöp flamand gróf testvére volt. Utóbbi halálakor az idősebbik Balduin feleségével együtt 1191-ben megörökölte a Flandriai grófság irányítását, saját grófságait (1171-től Hainaut és 1189-től Namur) pedig feleségével együtt igazgatta.
Fiuk, ifjabb Balduin 1186-ban feleségül vette Champagne grófja, I. Henrik leányát, Máriát. 1194-ben elhunyt édesanyja, majd a következő évben apja is, így tőlük megörökölte Flandriát és Hainaut-t. Flandriája jóval kisebb volt atyjáénál, ugyanis nagybátyja a tartomány jelentős részét (például Artoist is) nászajándékba adta Balduin húga, Izabella II. Fülöp Ágost francia királlyal kötött házasságakor, Vermandois grófságát (első felesége örökségét) vissza kellett adnia Fülöp Ágostnak, illetve második feleségének, Matildának is tekintélyes területet adományozott. Noha Izabella 1190-ben meghalt, a király csak 1200-ban adta vissza Balduinnak a nászajándékot.
Flandria és Hainaut grófjaként Balduin a francia király hűbérese volt és a grófi cím felvételekor hűségesküt is tett II. Fülöp Ágostnak. 1197 szeptemberétől azonban Oroszlánszívű Richárd és Földnélküli János angol, illetve IV. Ottó német-római uralkodóval szövetkezett a francia király ellen. Ennek következtében hamarosan háború tört ki a király és Balduin között, melynek során a gróf 1198 végére elfoglalta Artois-t. A háború során azonban Fülöp Ágost fogságába esett Balduin öccse, Fülöp és szabadságáért cserébe Balduin kénytelen volt aláírni a péronne-i szerződést, melynek értelmében visszakapta Artois-t, továbbá övé lett Saint-Omer, Aire és Guines grófsága, de felmondta az angol királyokkal kötött szövetséget.
Az 1199-ben aláírt dinant-i szerződés értelmében Balduin öccse, Fülöp halála után örökölte volna Namur Őrgrófságát is, de az végül húgára, Yolandára szállt.

## A IV. keresztes hadjáratban
Nem sokkal a birtokok visszaszerzése után Flandriai Balduin ruhájára varrta a keresztet, és mintegy kétévnyi készülődés után elindult délkelet felé 1202-ben. Hogy uradalmai békéjét biztosítsa, két jelentős oklevelet adott ki, az egyiket (melyet valószínűleg még apja kezdeményezett) a bűnözéssel, a másikat az öröklési renddel kapcsolatban. Terhes feleségét és kétéves lányát hagyta Flandriában, ám Mária grófné 1204-ben elindult, hogy csatlakozzon hozzá keleten. Néhány éven belül haza kívántak térni, ám már egyikük sem látthatta többé a két gyermeket. Mária 1204-ben, útban Konstantinápolyba hunyt el pestisben. Flandriát eztán a Balduin által kinevezett régensi tanács kormányozta (amelynek tagja volt öccse, Fülöp is) lánya, Johanna nevében, míg Hainaut-t a távol lévő gróf nagybátyja, IV. Balduin törvénytelen gyermeke, Guillaume de Thy kormányozta.
A flamand flotta 1202 végén érkezett Akko kikötőjébe Jean de Nesle, Brugge várkapitányának vezetésével. A keresztesek 1204. április 12-én elfoglalták és kirabolták Konstantinápolyt és a győzelem után 6 velencei és 6 keresztes lovag ült össze uralkodót választani. A felállítandó Latin Császárság trónjáért a népszerű Montferrati Bonifác és Balduin vetélkedett és utóbbi sikerét jórészt a velencei szavazatoknak köszönhette: a 98 éves Enrico Dandolo, a hadjáratot pénzelő velencei dózse őt tartotta kevésbé veszélyesnek (és könnyebben befolyásolhatónak). Ezzel egyidőben került sor a konstantinápolyi pátriárka kinevezésére és a márciusi szerződés értelmében a posztra a velencei Tomaso Morosini-t nevezték ki, akinek első feladata az volt, hogy Balduint 1204. május 16-án latin császárrá koronázta a Hagia Szophia székesegyházban.

## A Latin Császárság élén
Az új császárság feudális állam volt, mely hercegségekre oszlott. Alkotmánya szerint a császárnak kevés hatalma volt, döntéseit helyben kellett hagynia legfőbb hűbéresei tanácsának is, akik a hadműveleteket is vezették. Balduinnak, mint császárnak saját birtoka Konstantinápoly és környéke (mind Ázsiában, mind Európában), illetve Lémnosz, Khiosz, Leszbosz és Ténosz szigete volt, a hűbéreseknek szánt területek azonban még görög kézen voltak. Trákiát és Thesszáliát kellett biztosítani, ám ekkor majdnem polgárháború tört ki Balduin és Montferrati Bonifác, a sikertelen császárjelölt között, mert ez utóbbi saját szakállára akarta megszerezni és függetlenné tenni a Thesszalonikéi Királyságot. Amikor Balduin hadai a vitás város ostromára indultak, Bonifác megtámadta Adrianopolit, amit a császár kormányzója vezetett. A háború kitörését végül a blois-i gróf és Dandolo dózse közbenjárása akadályozta meg. Bonifác beleegyezett, hogy bár ő lesz a Thesszáliát megszerző csapatok vezére, új „országa” császári hűbérbirtokká lesz.
1204-1205 telén a latinok biztosították maguknak Kis-Ázsia középső részét (a harcokban tűnt ki Balduin fivére, majd utódja, Henrik).
1205 februárjában Morosini bejelentette a római katolikus (nyugati) és a görögkatolikus (keleti) egyház egyesítését, előbbi fennhatósága alatt, és ez a trákiai görög nemesség lázadásához vezetett. Kaloján bolgár cár beavatkozott a felkelők oldalán. 1205. április 14-én Adrianopoli közelében vívott csatában legyőzte a Balduin vezetése alatt álló keresztes sereget. A cár hatalmas túlerőben volt a császáriakkal szemben, akik hiába harcoltak hűségesen: a blois-i grófot megölték a csatában, a császár pedig fogságba esett. 1205 júniusában a bolgár cár börtönében halt meg.

## Örökösödés
A császár halálhíre 1206 júliusában jutott az udvarba, ahol addig testvére, Flandriai Henrik gyakorolta régensként a hatalmat. Valószínűleg a cár egy dühkitörésének esett áldozatául. Haláláról biztosat nem tudunk: Kaloján III. Ince pápához írt levelében állítja, hogy börtönben hunyt el, míg egy történetíró szerint Balduin kezét-lábát levágták, és egy szakadékba hajították, ahol harmadnapra halt meg. Utóda a császári trónon Henrik lett, Flandriában pedig öccse, Fülöp namuri őrgróf gyámsága alatt lánya, Johanna és Margit örökölték a grófi címet.
Amikor 1206 februárjában halálhíre Flandriába is eljutott, Fülöp Ágost azonnal bejelentette, hogy csak akkor hagyja jóvá Balduin lányainak, Johannának és Margitnak az öröklését, amennyiben azok elfogadják hűbéruruknak.

### Az ál-Balduin
1225-ben Flandriában tűnt fel egy férfi, aki azt állította magáról, hogy ő Balduin. Feltűnése éppen egybeesett a Johanna uralma ellen indított felkelések, lázadások sorozatával, de Balduin harcostársai, miután találkoztak a férfival, tagadták feltételezett kilétét. Az ál-Balduint végül 1226-ban kivégezték.

## Családja és utódai
1179-ben eljegyezték Mária champagne-i grófnővel (1174 – Jeruzsálem, 1204. augusztus 9.), I. Henrik champagne-i gróf és Mária francia királyi hercegnő lányával. A házasságra 1186. január 6-án került sor. Családja és házassága révén Balduin szoros szálakkal kapcsolódott a szentföldi eseményekhez: sógora, Mária bátyja, II. Henrik champagne-i gróf volt 1192 és 1197 között Jeruzsálem királya házassága révén, és örvegye, valamint két kiskorú lánya is Balduin segítségére számított. Balduin saját családja is részt vett a küzdelmekben: nagybátyja, I. Fülöp flamand gróf Akka ostroma közben vesztette életét. 1204-ben Mária csatlakozott férjéhez a keresztes hadjáraton, útban Konstantinápoly felé előbb IV. Bohemund, Antiochia fejedelme vendége volt, majd Jeruzsálembe utazott, ahol elhunyt. Állítólag Mária azért ment Jeruzsálembe, mert azt feltételezte, hogy a keresztes had is arra vette az irányt, nem tudta, hogy a velenceiek befolyása alatt a keresztesek más irányba tartottak.
Balduin és Mária házasságából két lánygyermek született:
- Johanna (Valenciennes, 1200 – Marquette, 1244. december 5.)[14] Apja halála után 1206 februárjában örökölte Flandria és Hainaut grófságokat nagybátyja, I. Fülöp namuri őrgróf gyámsága alatt. Utóbbi viszont beleegyezett abba, hogy nagykorúságuk eléréséig Johanna és Margit Párizsban, II. Fülöp Ágost francia király udvarában nevelkedjenek.[15] Fülöp Ágost szervezte meg Johanna első házasságát is.
- Margit (1202. június 2. – 1280. február 10.)[14] A második gyermek csak azután született, hogy szülei a Szentföldre utaztak,[16] bár egy másik változat szerint[17] a terhes Mária Flandriában maradt, megszülte gyermekét, majd férje után indult. Apja halála után Fülöp Ágost udvarában nevelkedett.[15] A király szervezte meg házasságát is, férje, Bouchard d'Avesnes (1180 – 1244)[18] egy hainaut-i nemesi családból származott, akik már régóta a francia királyok szövetségeseinek számítottak. Bouchard megpróbált részt kapni elhunyt apósa örökségéból, miután a flamand grófi cím Johannára szállt. III. Innocent pápához folyamodott, aki viszont 1215-ben a IV. lateráni zsinatot érvénytelennek nyilvánította a házasságot, mivel Bouchard már korábban szerzetesi fogadalmat tett. Ennek ellenére a pár együtt maradt, míg 1219-ben Johanna elfogta Bourchardot és két évvel később, 1221-ben csak úgy engedte szabadon, hogy ha elválik Margittól.[19] Második férje (1223) II. Dampierre  Vilmos (1196 – 1231), Dampierre hűbérura. 1244-ben nővére halála után örökölte a flamand és hainaut-i grófi címet.